# Wiecki
Wiecki (Widzki, Wietcki, Wietecki, Wietski, Wietzki, Grzebiński, Grzebieski, Księżyc odmienny, Leliwa odmienny) – kaszubski herb szlachecki, według Przemysława Pragerta odmiana herbu Leliwa lub Księżyc.

## Opis herbu

### Opisy historyczne
Niesiecki blazonuje odmianę następująco:
"..nad księżycem takim jak jest w herbie Leliwa, kładą się rzędem trzy gwiazdy podle siebie".
Według Przemysława Pragerta jednak, opis ten dotyczy raczej herbu Trzy Gwiazdy (vel Księżyc). gwiazdy rzędem miałyby zatem być w pas.
Niesiecki wspomina też o innej wersji herbu: ".. i MS o Familiach Pruskich toż samo przyznaje, tylko że on na księżycem i nad gwiazdami, jeszcze podkowę barkiem do góry jak bramę wyniesioną, i bez krzyżów położył."
Według Przemysława Pragerta tak właśnie powinien wyglądać ten herb (ale z polem czerwonym).

### Opisy współczesne
Współczesny heraldyk zajmujący się regionem Kaszub, Przemysław Pragert, zestawił pięć wariantów tego herbu. Opisy z wykorzystaniem zasad blazonowania, zaproponowanych przez Alfreda Znamierowskiego:
Wiecki I (Wietcki, Grzebiński, Księżyc odmienny, Leliwa odmienny): W polu czerwonym półksiężyc srebrny, nad nim trzy gwiazdy złote w pas, nad nimi podkowa srebrna. Klejnot: nad hełmem w koronie trzy pióra strusie. Labry czerwone, podbite srebrem.
Wiecki Ia (Wietski, Wietzki, Grzebiński, Grzebieski, Księżyc odmienny, Leliwa odmienny): Pole błękitne, półksiężyc złoty, pióra złote między błękitnymi, labry błękitne, podbite złotem.
Wiecki Ib (Wietski, Księżyc odmienny, Leliwa odmienny): Pole błękitne, półksiężyc złoty, w miejsce podkowy półksiężyc złoty na opak, labry błękitne, podbite złotem.
Wiecki II (Widzki, Wietcki, Sas pruski odmienny): W polu miecz ponad półksiężycem, nad nim dwie gwiazdy. Barwy i klejnot nieznane, hełmu i labrów brak.
Wiecki III (Wietcki, Wietecki, Leliwa odmienny, Księżyc odmienny): W polu błękitnym półksiężyc złoty, nad którym trzy takież gwiazdy w słup. Klejnot: nad hełmem w koronie samo godło na ogonie pawim. Labry błękitne, podbite złotem.
Jest to opisana wcześniej wersja Niesieckiego i Chrząńskiego.

## Najwcześniejsze wzmianki
Herb najwcześniej wzmiankowany przez Dachnowskiego (Herbarz szlachty Prus Królewskich, wariant I). Większość źródeł zna jednak wariant Ia. Są to herbarze Nowy Siebmacher, Chrząńskiego (Tablice odmian herbowych), Ledebura (Adelslexikon der preussichen Monarchie von...), Żernickiego (Der polnische Adel). Żernicki zna także wariant Ib i II. Wariant II pochodzi prawdopodobnie z pieczęci z 1772, należącej do Jakuba Widzkiego. Wariant III, opisany słownie przez Niesieckiego, pojawia się u Chrząńskiego. Z herbem tym wylegitymowali się Wietcy w Królestwie Polskim w 1843.

## Rodzina Wieckich
Drobnoszlachecki ród, wywodzący się ze wsi: Stary Wiec i Nowy Wiec. Wzmianka o właścicielach wsi Stary Wiec w 1570, wymienia dwóch dziedziców nazywających się Waiiczech Kempka i Thomas Wietzlinski. Nie da się ustalić, czy Wietzlinski to spolszczony Wiecki czy może Wiczliński. Natomiast Kępka bywa podawane jako przydomek Wieckich. W tym samym roku w Nowym Wiecu było pięciu Wieckich, Płachecki, Parza i Schramma. Te dwa ostatnie także są wymieniane jako przydomki. W tym tsamym roku, Andrzej Wiecki miał dział we wsi Wieszczyce. W latach kolejnych, oprócz części w gniazdowych wsiach, Wieccy posiadali jeszcze działy w miejscowościach: Wielkie Chełmy, Chośnica, Malachin, Milewo, Liniewko, Nowe Gołębiewko, Mściszewice, Osowo, Płachty, Rościszewo, Rywałd, Sobącz. Następna wzmianka o Wieckich pochodzi z 1772 (Józef Wiecki z Osowa, Karol, Antoni, Piotr Wieccy z Płacht i Liniewka, Jakub Widzki z Niepczołowic). W roku 1843 ze szlachectwa w Królestwie Polskim wylegitymowali się synowie Jana Wieckiego, Paweł, Adam i Michał. Dwaj synowie Rudolfa Wieckiego, urodzeni we wsi Szatarpy, walczyli o polskość Pomorza. Byli to duchowni Bernard Wiecki (1884-1940) i Józef Wiecki (1872-1904). Wzmiankowany jest też trzeci ksiądz, syn Marcelego Szrama-Wieckiego, Paweł Jan Wiecki (1878-1970).

## Herbowni
Wiecki (Widzki, Wieski, Wietcki, Wietecki, Wietski, Wietzki, Wietzlinski, Witzki) także z przydomkami Kępka (Kęmpka), Kosmier (Kocmier), Królewic, Parza (Pac), Szrama (Szramma, Schramma), Walcerz. Jacyś Wieccy mieli przyjąć od wsi Grzybno nazwisko Grzebieski (Grzebiński), zaś bliżej nieokreślona gałąź zaczęła się posługiwać nazwiskiem Gostomski.
Niesiecki twierdził, że takim samym herbem mieli się też posługiwać Mściszewscy, Spęgawscy, z tym, że według Pragerta, opis Niesieckiego dotyczy herbu Trzy Gwiazdy (vel Księżyc). Zatem tym wspólnym herbem nie byłby herb własny Wieckich, tylko herb Trzy Gwiazdy.